# Baszkföldi Egységpárt
A Baszkföldi Egységpárt (baszkul: Euskal Herria Bildu) egy baszkföldi, regionális pártszövetség, amely a nacionalista, függetlenségpárti baloldali és szélsőbaloldali pártokat fogja össze. Az úgynevezett baloldali arbertzale pártokat fogja össze.

## Története
2011-ben alakult a párt először, válaszreakcióként, hogy a Spanyol Legfelsőbb Bíróság visszautasította a Sortu (magyarul: Alkotás) nevű baloldali baszk nacionalista párt nyílvántartásba vételét. Az új párt olyan szociáldemokrata pártokból állt, mint a Baszk Szolidaritás (Eusko Alkartasuna) vagy az Alternatíva (Alternatiba) és olyan független személyiségekből, akik a helyi baloldali nacionalista mozgalmakból jöttek illetve a betiltott Batasuna párt tagjai, at ETA baszk terrorszervezet politikai szárnya. a Bildu pártot is betiltatta a Spanyol Legfelsőbb Bíróság, ami miatt Bilbaóban tüntetések voltak. Ezt követően feloldották a tiltást és a pártot bejegyezték.
A 2011-es önkormányzati választáson a párt 26%-ot kapott baszk regionális képviseletben, második lett a Baszk Nacionalista Párt mögött. A párrt elnyert képviselői helyeket San Sebastianban, Bilbaóban, Vitoria-Gasteizben és Pamplonában. Az ez évi navarrai regionális választáson 7 mandátumot szerzett a párt és a helyi ellenzékbe került. A 2012-es baszkföldi regionális választáson a párt bejutott a helyi parlamentbe: Laura Mintegi listavezetésével 21 mandátumot szereztek és a Baszk Nacionalista Párti, Iñigo Urkullu vezette helyi kormány ellenzéke lett a párt.
A párt 2015-ben került kormánykoalícióba: az ez évi navarrai regionális választáson a helyi baloldali pártokból és a Podemoszból álló koalíció része lett. Uxue Barkos navarrai kormányában a Baszkföldi Egységpárt adta a regionális igazságügyi és rendvédelmi tárcát María José Beaumont személyében valamint a régió vidékfejlesztési, környezetvédelmi tárcáját Isabel Elizalde személyében. Ekkor a párt 8 mandátumot szerzett az 50 mandátumból, amivel 14%-ot ért el.
2014-ben a párt az Egységes Európai Baloldal/Északi Zöld Baloldal európai parlamenti franckió része lett.
A 2020-as baszkföldi regionális választáson a párt 22 mandátumot nyert, ebből 3 mandátumot volt ETA-tag nyert: Arkaitz Rodríguez, Iker Casanova és Ikoitz Arrese.

## Ideológia
A párt elkötelezett a baloldal iránt, a baszk nacionalizmus és szuverenitás miatt, emellett a társadalmi igazságosságban is hisznek. A pártnak vannak helyi szervezetei a francia részen illetve Navarrában is.
Kiállnak a nők és férfiak közti egyenlőség, az oktatás védelme, nemzetközi együttműködések mellett és elítélik a rasszizmust és xenofóbiát.
Emellett valódi társadalmi változást hirdetnek, amelynek keretében a gazdaságot az "állampolgárok szolgálatának" eszközeként használnák: létrehoznának Baszkföldön egy közcélú takarékbankot, amellyel igazságosabb újraelosztás lenne.